# Zibetkatzenfell

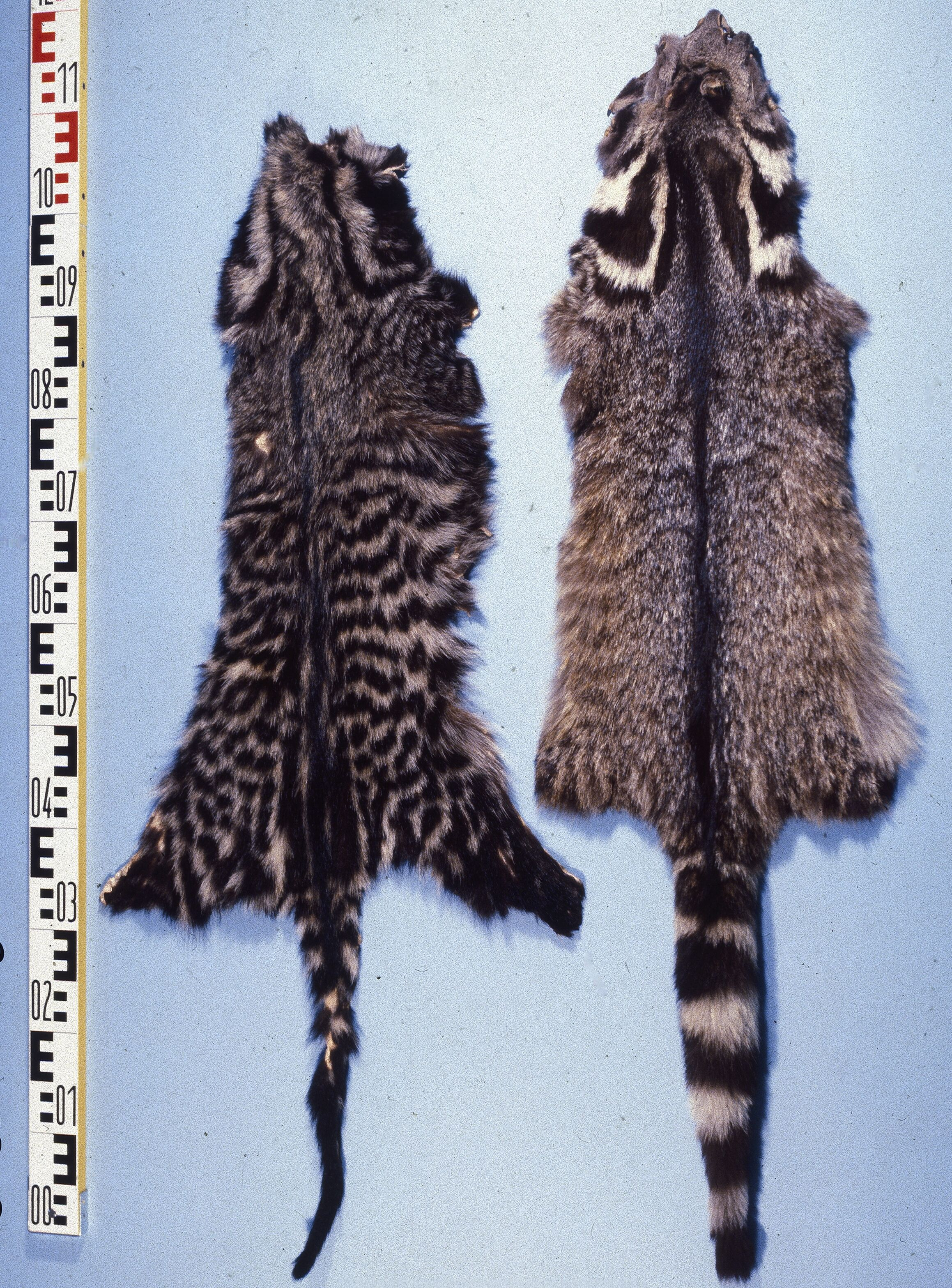
Links Afrika-Zibetkatze, rechts Indien-Zibetkatze

Zibetkatzenfelle sind in vergleichsweise geringem Umfang ein Handelsartikel der Rauchwarenbranche. Populär geworden ist die Zibetkatze jedoch durch das für den Handel einmal bedeutendere Zibet, ein aus den Drüsen der Katze gewonnener Grundstoff für die Parfümherstellung, der inzwischen weitgehend durch synthetische Stoffe ersetzt wurde.
In der Pelzwirtschaft sind sie vor allem dadurch bekannt, dass sie vom Kürschner oft zu Unrecht auch als Serval oder Servalkatzen bezeichnet wurden, obwohl sie mit dieser echten Katze nichts gemein haben, abgesehen von einer oberflächlichen Ähnlichkeit der Fellzeichnung. Weitere fälschliche Namen sind Civetcat oder Zivetkatze; darunter wird im Warenverkehr allgemein das Fell des Flecken- oder Lyraskunks verstanden. Von den zu den Schleichkatzen gehörenden weiteren Arten kommen nur noch die Felle der Ginsterkatzen für Pelzzwecke in den Handel.

## Fellbeschreibung
Das Tier wirkt fast wie ein Mischling aus einem Marder und einer Katze. Der Kopf ist breit und gedrungen, die Schnauze kurz, die Ohren sind klein und der Schwanz ist verhältnismäßig kurz. Gefälliger ist das Fell, es ist dicht, locker und besticht durch eine hübsche Zeichnung mit zahlreichen runden und eckigen, prägnanten und verschwommenen schwarzbraunen Flecken, Tüpfel und gewellten Querlinien auf graubrauner oder auch gelblichbrauner Grundfarbe. Die helle Ringelung des Schwanzes und die Umrahmung des gelblichbraunen Kopfes durch einen schwarzumränderten weißen Halsstreifen verstärken die lebhafte Wirkung. Besonderes Kennzeichen ist der, beim Tier aufrichtbare, tiefschwarze, bis zum Schwanz reichende Rückenstreifen. Ein Merkmal, dass sich bei kaum einem anderen Pelztier so vollendet ausgeprägt wiederfindet.
Je nach den geographischen Unterarten fallen Färbung, Zeichnung und Körpergröße bei den einzelnen Herkommen mehr oder weniger unterschiedlich aus.
In einer Einteilung der Pelzarten in die Haar-Feinheitsklassen seidig, fein, mittelfein, gröber und hart wird das Zibetkatzenhaar als mittelfein eingestuft.
- Afrika-Zibetkatze

Das Fell der auch Civette genannten Afrikanischen-Zibetkatze ist 70 bis 95 Zentimeter lang, hinzu kommt der Schwanz mit 30 bis 50 Zentimeter. Die Beine sind mittellang; die Rückenmähne ist schwarz. Die Grundfarbe ist aschgrau, bisweilen gelblich mit zahlreichen runden und eckigen schwarzbraunen Flecken, die bald der Länge, bald der Quere nach aneinandergereiht sind; auf den Hinterschenkeln deutlich quergestreift (individuell sehr variabel). Der dickbehaarte Schwanz hat 6 bis 7 schwarze Ringe und eine schwarzbraune Spitze, die Ringelung des Schwanzes ist weniger deutlich als bei den chinesischen Fellen. An beiden Halsseiten ist ein länglich-viereckiger Fleck, der nach oben und unten durch einen schwarzbraunen Streifen begrenzt beziehungsweise in zwei gleiche Teile getrennt wird. Die Nase ist schwarz und die Schnauzenspitze weiß und in der Mitte vor den Augen hellbraun. Es schließen sich gelblichbraune Partien in Stirn- und Ohrregion an, die zum Genick hin heller werden. Unter jedem Auge verläuft über die Wangen hinweg zur Kehle hin ein schwarzbrauner Fleck. Die Variationen der Färbungen sind vielfältig, auch Schwärzlinge sind bekannt. Das Haarkleid ist dicht und locker, aber etwas grob. Das Deckhaar ist um ein Drittel bis ein Sechstel länger als die Wollbehaarung. Das Vorkommen der Afrika-Zibetkatze befindet sich südlich der Sahara, ohne der Südspitze Afrikas. Afrikanische Zibetkatzen sind weit verbreitet und zählen nicht zu den bedrohten Arten.
- Indien-Zibetkatze
- Das Fell der auch Zibete genannten Indischen-Zibetkatze ist etwa 10 Zentimeter länger als das ihrer afrikanischen Verwandten; es ist düster gelbgrau gefärbt mit dunklen rotbraunen Flecken, die zum Teil Streifen ergeben. Ihre Heimat ist Vorderindien, über Burma bis Südchina, Indochina und Malaysia.[6]
- Kleinfleck-Zibetkatze oder Tagalunga

Diese kleinere Art, die Kleine Indische Zibetkatze, lebt in weiten Teilen Süd- und Südostasiens, ihr ursprüngliches Verbreitungsgebiet erstreckt sich von Indien und Sri Lanka und dem südlichen China bis zu den indonesischen Inseln Sumatra, Java und Bali. Eingebürgert wurde die Art unter anderem auf Sokotra, den Komoren, Madagaskar und etlichen südostasiatischen Inseln. Von der Gattung der Asiatischen Zibetkatzen unterscheidet sie sich außerdem durch die fehlende Rückenmähne und die spitzere Schnauze. Die Schnauze und die Beine sind gänzlich schwarz, der Schwanz ist grau-schwarz geringelt. Die weit verbreitete Kleinfleck-Zibetkatze zählt nicht zu den bedrohten Arten.
- Großfleck-Zibetkatze

Die Großfleck-Zibetkatze kommt in weiten Teilen Südostasiens vor, in Burma und Hinterindien bis zur Malaiischen Halbinsel und die ähnliche Unterart Malabar-Zibetkatze in Südindien. Das Großfleck-Zibetkatzenfell hat in der Regel größere und besser sichtbare Flecken als das der anderen Arten. Das entlang der Rückenlinie schwarze Haar ist etwa 6 Zentimeter lang. Die Felle erreichen eine Kopfrumpflänge von 72 bis 85 Zentimeter und eine Schwanzlänge von 30 bis 37 Zentimeter. Außer in China ist die Großfleck-Zibetkatze in den meisten Staaten innerhalb ihres Verbreitungsgebietes geschützt.

## Geschichte, Handel
Anfang des 20. Jahrhunderts wurden die chinesischen Zibetkatzenfelle meist zu Wagendecken, sowie gefärbt, zu Pelzmuffen und Stolas verarbeitet, die Kleinfleck-Zibetkatze in den 1930er Jahren auch als Ersatz für billige Waschbärfelle („Schuppen“). Eine Zeitlang waren Zibetkatzenfelle von den Schweifdrehern sehr gesucht. Diese schnitten die vorher skunksfarbig gefärbten Felle in schmale Streifen und arbeiteten echt aussehende Fellschwänze daraus, die als Ersatz für die teuren Fuchsschweife verwendet wurden. Gefärbt dienten sie auch sonst, ebenfalls in beschränktem Umfang, als Fuchsimitation. 1950 wurde in den USA erwähnt, dass das Fell silberfuchsfarbig veredelt wurde, wobei vor allem das Unterhaar nachgefärbt und die Fellmitte sowie die Bauchseite nachgedunkelt wurde, die Punktzeichnung jedoch weiterhin erkennbar blieb. Sieben Jahre später wird die Silberfuchsfarbe für Zibetkatzenfelle auch in Deutschland als Neuheit genannt, die Felle wurden zu Besätzen verarbeitet. Über die Verwendung zu Fertigkleidung hieß es 1937 „außerordentlich selten“.
Im Jahr 1928 bemerkt dann jedoch ein österreichischer Kürschner, dass das Zibetkatzenfell, das früher fast ausschließlich für Futterzwecke verwendet wurde, jetzt aber „ein herrliches Mantelmaterial“ darstellen würde, das Fell komme zu vielen Tausenden in den Handel.
Afrikanische Zibetkatzenfelle wurden wegen ihres harten Haares fast nie verarbeitet, während die auch gefälliger aussehenden südchinesischen Felle öfter gehandelt wurden.
Der Großhandel sortierte die Felle nur nach der Qualität. Weiche, gut behaarte Felle kamen in die Klasse I, borstige und schwachbehaarte in die II oder III; gering gezeichnete und dürftg behaarte Felle waren unerwünscht und wurden als Low Grades klassifiziert, sie kamen hauptsächlich auf den europäischen Markt oder gingen nach Fernost.
Im Jahr 1988 wurde der Anfall von Zibetkatzenfellen als gering bezeichnet, durchschnittlich einige 10.000 Stück im Jahr. Es werden inzwischen wohl keine Zibetkatzenfelle mehr auf dem westeuropäischen Markt angeboten.

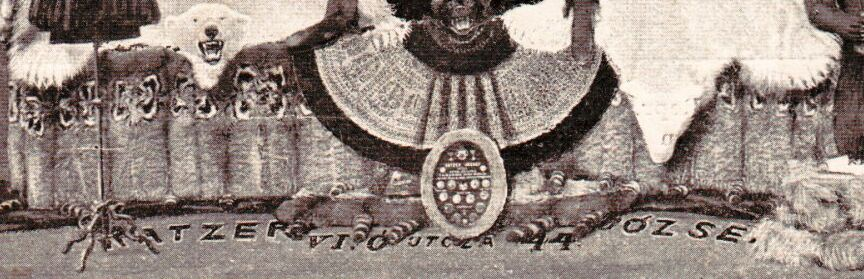
Zibetkatzenfelle, Ausschnitt einer Dekoration des Hofkürschners Josef Katzer, Budapest, Weltausstellung 1900

## Verarbeitung

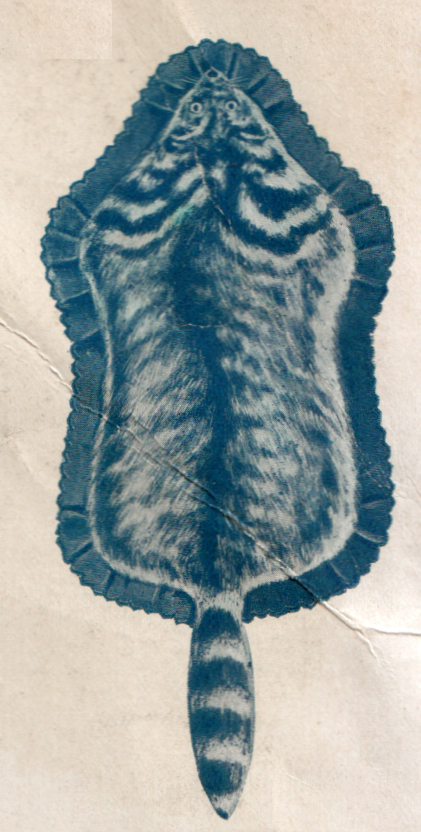
Kleiner Fellvorleger aus Zibetkatze (Grafik, 1910)

Die Anlieferung der Felle erfolgt offen, nicht rund abgezogen.
Der Haltbarkeitskoeffizient für das Zibetkatzenfell wird mit 60 bis 70 Prozent angegeben.
Zibetkatzenfelle wurden meist zu Pelzdecken und Vorlegern verarbeitet. Mit den Köpfen aneinandergenäht, ergeben sie eine hübsche Zeichnung. Gelegentlich wurden sie auch zu Pelzkolliers, Schals in Tierform, gearbeitet. Ein Teil der Felle wurde, vor allem in China, zu Pelzhalbfabrikaten, Tafeln und Bodys vorgefertigt. Aus China kamen diese Halbfertigprodukte, auch gerupft (ohne Grannenhaare), in den Handel (Plucked civet catskin plates).
Die Herstellung zu Jacken und Mänteln durch den Kürschner entspricht der Verarbeitung von Wildkatzenfellen.

## Zahlen, Fakten
- 1912–1913: Im Jahr 1912 kamen in London 37.102 als Zibetkatze bezeichnete Felle zur Versteigerung, im nächsten Jahr waren es 54.454.[17]
- 1914, Zitat: „Zibet gilt manchen Kürschnern als das zuverlässigste Mottengegenmittel, während wieder andere Pelzkünstler meinen, es locke die Pelzschädlinge an. Eine wie die andere – vor dem Richterstuhle der Wissenschaft unhaltbare Ansichten.“ (H. Werner)[17]
- 1925 wurde vom Rauchwarenhändler Emil Brass der Export von Zibetkatzenfellen aus China mit jährlich etwa 30.000 bis 50.000 Stück angegeben, der Verbrauch im Land selbst für Decken und anderes wurde auf 10.000 bis 20.000 geschätzt, von denen auch einige Tausend jährlich ausgeführt wurden. Jede Decke bestand aus 3 bis 6 Fellen. Der Wert pro Fell betrug 6 bis 10 Mark (1911 = 2 bis 3 Mark). Von der Kleinen Indischen Zibetkatze kamen in Schanghai jährlich etwa 10.000 Stück in den Handel, trotz des geringen Preises von etwa 80 Pfennig das Stück wurden sie in Europa kaum nachgefragt. Der Wert eines afrikanischen Zibetkatzenfelles betrug etwa die Hälfte eines chinesischen.[18][10]
- 1928, als die Zibetkatzenfelle „zu Tausenden“ auf den Markt kamen, kostete ein Fell zwischen 8 und 10 österreichische Schilling (in der Fellbeschreibung wird hier jedoch nicht zwischen der Ginsterkatze und der Zibetkatze unterschieden).[14]
- 1931 berichtet der Leipziger Rauchwarenhändler Aladar Kölner, dass die chinesische Zibetkatze („Zivetkatze“) im ganzen Jangtsetal verbreitet ist. Es wurden zu der Zeit jährlich 60.000 bis 70.000 Felle exportiert.[9]

## Anmerkung
1. ↑  Die angegebenen vergleichenden Werte (Koeffizienten) sind das Ergebnis vergleichender Prüfung durch Kürschner und Rauchwarenhändler in Bezug auf den Grad der offenbaren Abnutzung. Die Zahlen sind nicht eindeutig, zu den subjektiven Beobachtungen der Haltbarkeit in der Praxis kommen in jedem Einzelfall Beeinflussungen durch Pelzzurichtung und Pelzveredlung sowie zahlreiche weitere Faktoren hinzu. Eine genauere Angabe könnte nur auf wissenschaftlicher Grundlage ermittelt werden. Die Einteilung erfolgte in Stufen von jeweils zehn Prozent. Die nach praktischer Erfahrung haltbarsten Fellarten wurden auf 100 Prozent gesetzt.

## Belege
1. 1 2 3 4  
Fritz Schmidt: Das Buch von den Pelztieren und Pelzen. F. C. Mayer, München 1970, S. 140–143.
2. ↑  Paul Schöps, Kurt Häse: Die Feinheit der Behaarung - Die Feinheits-Klassen. In: Das Pelzgewerbe Jg. VI / Neue Folge, 1955 Nr. 2, Hermelin-Verlag Dr. Paul Schöps, Leipzig, Berlin, Frankfurt am Main, S. 39–40 (Anmerkung: fein (teils seidig); mittelfein (teils fein); gröber (mittelfein bis grob)).
3. ↑  K. Toldt, Innsbruck: Aufbau und natürliche Färbung des Haarkleides der Wildsäugetiere. Verlag Deutsche Gesellschaft für Kleintier- und Pelztierzucht, Leipzig 1935, S. 73.
4. ↑  
Heinrich Dathe, Paul Schöps, unter Mitarbeit von 11 Fachwissenschaftlern: Pelztieratlas. VEB Gustav Fischer Verlag Jena, 1986, S. 190–191.
5. ↑  Civettictis civetta in der Roten Liste gefährdeter Arten der IUCN 2012. Eingestellt von: Ray, J., Gaubert, P. & Hoffmann, M., 2008. Abgerufen am 29. Oktober 2012.
6. 1 2 3 4 5  
Christian Franke, Johanna Kroll: Jury Fränkel’s Rauchwaren-Handbuch 1988/89. 10. überarbeitete und ergänzte Neuauflage Auflage. Rifra-Verlag, Murrhardt 1989, S. 120–121.
7. ↑  Ronald M. Nowak: Walker’s Mammals of the World. Johns Hopkins University Press, 1999, ISBN 0-8018-5789-9.
8. 1 2  Viverra megaspila in der Roten Liste gefährdeter Arten der IUCN 2011. Eingestellt von: Duckworth, J.W., Timmins, R.J., Olsson, A., Roberton, S., Kanchanasaka, B., Than Zaw, Jennings, A. & Veron, G., 2008. Abgerufen am 6. Januar 2012.
9. 1 2  
Aladar Kölner: Chinesische, mandschurische und japanische Pelzfelle. In: Rauchwarenkunde – Elf Vorträge aus der Warenkunde des Pelzhandels. Verlag der Rauchwarenmarkt, Leipzig 1931, S. 119–112.
10. 1 2  
Emil Brass: Aus dem Reiche der Pelze. 1. Auflage. Verlag der „Neuen Pelzwaren-Zeitung und Kürschner-Zeitung“, Berlin 1911, S. 575–578.
11. ↑  Arthur Samet: Pictorial Encyclopedia of Furs. Arthur Samet (Book Division), New York 1950, S. 344. (englisch)
12. 1 2  Friedrich Lorenz: Rauchwarenkunde. 4. Auflage. Volk und Wissen, Berlin 1958, S. 62.
13. ↑  Friedrich Kramer: Vom Pelztier zum Pelz. 1. Auflage. Arthur Heber & Co, Berlin 1937, S. 41.
14. 1 2  
Alexander Tuma jun.: Die Praxis des Kürschners. Julius Springer, Wien 1928, S. 320.
15. ↑  Max Bachrach: Fur. A Practical Treatise. Verlag Prentice-Hall, Inc., New York 1936. S. 222–224.(englisch).
16. ↑  Paul Schöps; H. Brauckhoff, Stuttgart; K. Häse, Leipzig, Richard König, Frankfurt/Main; W. Straube-Daiber, Stuttgart: Die Haltbarkeitskoeffizienten der Pelzfelle. In: Das Pelzgewerbe, Jahrgang XV, Neue Folge, 1964, Nr. 2, Hermelin Verlag Dr. Paul Schöps, Berlin, Frankfurt/Main, Leipzig, Wien, S. 56–58.
17. 1 2  
H. Werner: Die Kürschnerkunst. Verlag Bernh. Friedr. Voigt, Leipzig 1914, S. 110.
18. ↑  
Emil Brass: Aus dem Reiche der Pelze. 2. verbesserte Auflage. Verlag der „Neuen Pelzwaren-Zeitung und Kürschner-Zeitung“, Berlin 1925, S. 679–683.